# Ina Menzel
Ina Menzel (ur. 27 czerwca 1978) – niemiecka biathlonistka, dwukrotna mistrzyni Europy, trzykrotnie stawała na trzecim stopniu podium.

## Osiągnięcia

### Mistrzostwa Europy
| Rok  | Miejsce         | IN | SP | PU | MS | RL |
| 2001 | Haute Maurienne |    | 36 | 26 |    | 1  |
| 2002 | Kontiolahti     | 26 | 25 | 20 |    | 1  |
| 2003 | Forni Avoltri   | 3  | 7  | 3  |    | 5  |
| 2004 | Mińsk           | 24 | 17 | 19 |    | 3  |

IN – bieg indywidualny, SP – sprint, PU – bieg pościgowy, MS – bieg ze startu wspólnego, RL – sztafeta

### Puchar Świata
| Sezon     | Miejsce |
| --------- | ------- |
| 2003/2004 | 72.     |